# Lachnomyrmex lattkei
Lachnomyrmex lattkei được phát hiện và miêu tả bởi Feitosa, R. M. & Brandao, C. R. F. năm 2008.